# مصلحة عامة
مصلحة عامة (بالإنجليزية: Public interest)‏ هي المنفعة العامة والرعاية الإجتماعية أو رفاهية الجميع، سواء الأجيال الحاضرة أو المقبلة في المجتمع.

## نظرة عامة
مضمون المصلحة العامة يحتوي على عناصر جوهرية؛ تتجسد في العدالة: وهي التوازن الذي يجب تحقيقه بين المصالح المتعارضة؛ بغية كفالة النظام اللازم لاستقرار المجتمع الإنساني وتطوره. حيث تنقسم العدالة إلى ثلاثة أنواع؛ عدالة المساواة، عدالة توزيعية وعدالة تكليفية. والاستقرار الاجتماعي: ويتمثل مفهومها ضمن روابط الأفراد المتنوعة ضمن المجتمع؛ وذلك على أساس الاعتراف المتبادل بوجود الآخرين فيه، والاعتراف بين المجتمعين السياسي والمدني بالوجود المتبادل. وللاستقرار الاجتماعي تطبيقات شتى في نطاق الروابط القانونية في المجتمع، وذلك كما هي الحال مثلاً في القاعدة المستقرة في النظم القانونية كافة؛ والمتعلقة بعدم سريان القانون على الماضي، والقاعدة المتعلقة بعدم جواز استيفاء الحق بالذات، وتلك المتعلقة بوجوب قوننة الجريمة والعقوبة، فلا يجوز إيقاع جريمة أو عقوبة بلا نص. والتطور الاجتماعي: إذ إن المصلحة العامة تتجسد في تنمية العنصر البشري في المجتمع خير تنمية وبتحقيق التقدم المادي والمعنوي للمجموع.